# Relais 4 × 400 mètres mixte aux Relais mondiaux 2024
L'épreuve du relais 4 × 400 mètres mixte des relais mondiaux 2024 se déroule les 4 et 5 mai 2024 au Stade Thomas-Robinson de Nassau aux Bahamas.
Les relais mondiaux déterminent la meilleure équipe de relais mais constituent aussi le tournoi principal de qualification pour les Jeux olympiques de Paris en 2024 : les quatorze meilleures équipes sont retenues, laissant seulement deux équipes qualifiées selon leurs performances 2023-2024.

## Format
Lors du premier tour, les deux premières équipes de chaque série obtiennent un quota olympique pour Paris 2024 (8 équipes) et se qualifient pour la finale des Relais Mondiaux. Le tour de repêchage, qui se déroule lors de la deuxième journée de compétition, est composé de trois séries : les deux premiers de chacune d’entre elles se qualifient pour les Jeux olympiques (6 équipes). La finale, qui réunit chacune les 8 équipes qualifiées lors du premier tour, se déroule en fin de deuxième journée des compétitions.

## Participation
30 équipes sont engagées.
| - Bahamas - Belgique F - Botswana - Brésil - Bahreïn - Canada - Colombie - Tchéquie F - République dominicaine - Espagne | - France F - Grande-Bretagne F - Allemagne F - Guyana - Hongrie - Inde - Irlande F - Italie - Jamaïque - Japon | - Kenya - Mexique - Pays-Bas F - Nigeria - Pologne F - Portugal - Afrique du Sud - Suisse - Ukraine - États-Unis F |

F : finaliste aux championnats du monde 2023

## Résultats

### Séries
Les 2 premiers de chaque série se qualifient pour la finale (Q) et pour les Jeux olympiques de 2024 (OQ).
| Rang | Série | Pays                   | Athlètes                                                                               | Temps   | Notes     |
| ---- | ----- | ---------------------- | -------------------------------------------------------------------------------------- | ------- | --------- |
| 1    | 2     | États-Unis             | Matthew Boling, Lynna Irby-Jackson, Ryan Willie, Kendall Ellis                         | 3:11.52 | Q, OQ, CR |
| 2    | 1     | Pays-Bas               | Isayah Boers, Lieke Klaver, Isaya Klein Ikkink, Femke Bol                              | 3:12.16 | Q, OQ, CR |
| 3    | 3     | Irlande                | Cillin Greene, Rhasidat Adeleke, Thomas Barr, Sharlene Mawdsley                        | 3:12.50 | Q, OQ, NR |
| 4    | 3     | Belgique               | Jonathan Sacoor, Imke Vervaet, Christian Iguacel, Camille Laus                         | 3:13.18 | Q, OQ, SB |
| 5    | 3     | Royaume-Uni            | Brodie Young, Ama Pipi, Charles Dobson, Laviai Nielsen                                 | 3:13.52 | SB        |
| 6    | 4     | Pologne                | Maksymilian Szwed, Iga Baumgart-Witan, Kajetan Duszynski, Natalia Kaczmarek            | 3:13.53 | Q, OQ, SB |
| 7    | 2     | Nigeria                | Samuel Ogazi, Ella Onojuvwevwo, Chidi Okezie, Esther Elo Joseph                        | 3:13.79 | Q, OQ     |
| 8    | 1     | République dominicaine | Alexander Ogando, Anabel Medina, Yeral Nuñez, Marileidy Paulino                        | 3:14.39 | Q, OQ, SB |
| 9    | 3     | Suisse                 | Ricky Petrucciani, Giulia Senn, Lionel Spitz, Annina Fahr                              | 3:14.47 |           |
| 10   | 4     | France                 | Thomas Jordier, Amandine Brossier, Gilles Biron, Louise Maraval                        | 3:14.71 | Q, OQ, SB |
| 11   | 1     | Jamaïque               | Roshawn Clarke, Leah Anderson, Rusheen McDonald, Janieve Russell                       | 3:14.83 | SB        |
| 12   | 1     | Bahamas                | Alonzo Russell, Shaunae Miller-Uibo, Steven Gardiner, Shania Adderley                  | 3:14.86 | SB        |
| 13   | 3     | Espagne                | David García, Bianca Hervas, Julio Arenas, Carmen Avilés                               | 3:15.47 | SB        |
| 14   | 4     | Ukraine                | Oleksandr Pohorilko, Tetyana Melnyk, Danylo Danylenko, Anna Ryzhykova                  | 3:15.70 | SB        |
| 15   | 2     | Afrique du Sud         | Mhti Mthimkulu, Shirley Nekhubui, Antonie Matthys Nortje, Zenéy Geldenhuys             | 3:15.95 |           |
| 16   | 4     | Tchéquie               | Vit Müller, Tereza Petržilková, Patrik Šorm, Lada Vondrová                             | 3:16.56 | SB        |
| 17   | 4     | Canada                 | Tyler Floyd, Lauren Gale, Callum Robinson, Madeline Price                              | 3:16.65 | SB        |
| 18   | 1     | Allemagne              | Marvin Schlegel, Alica Schmidt, Jean Paul Bredau, Johanna Martin                       | 3:16.74 | SB        |
| 19   | 2     | Hongrie                | Attila Molnár, Sára Mátó, Patrik Simon Enyingi, Janka Molnár                           | 3:16.80 | SB        |
| 20   | 2     | Italie                 | Lapo Bianciardi, Alessandra Bonora, Riccardo Meli, Anna Polinari                       | 3:16.88 | SB        |
| 21   | 3     | Guyana                 | Malachi Austin, Aliyah Abrams, Daniel Williams, Tianna Springer                        | 3:17.31 | SB        |
| 22   | 3     | Portugal               | João Coelho, Fatoumata Diallo, Ricardo dos Santos, Cátia Azevedo                       | 3:17.56 | SB        |
| 23   | 4     | Botswana               | Busang Collen Kebinatshipi, Lydia Jele, Anthony Pesela, Obakeng Kamberuka              | 3:18:48 |           |
| 24   | 3     | Kenya                  | Kennedy Kimeu Muthoki, Mercy Chebet, Kevin Kipkorir, Maureen Nyatichi Thomas           | 3:19.90 |           |
| 25   | 2     | Inde                   | Rajesh Ramesh, Rupal, Avinash Krishna Kumar, Jyothika Sri Dandi                        | 3:20.36 |           |
| 26   | 4     | Japon                  | Takuho Yoshizu, Nanako Matsumoto, Kenki Imaizumi, Yuna Iwata                           | 3:20.92 | SB        |
| 27   | 1     | Colombie               | Jhon Perlaza, Jennifer Gonzalez, Nicolas Salinas Sefair, Lina Licona                   | 3:21.07 |           |
| 28   | 1     | Brésil                 | Tiago Lemes Da Silva, Gabriele Aline Grunow, Douglas Hernandes Mendes, Tabata Vitorino | 3:28.01 | SB        |
|      | 2     | Bahreïn                | Musa Isah, Kemi Adekoya, Abbas Yusuf Ali, Salwa Eid Naser                              | DNF     |           |
|      | 4     | Mexique                | Valente Mendoza, Mariana Gancedo Ontaneda, Luis Avilés Ferreiro, Paola Morán           | DQ      |           |

### Tours de repêchage
Les 2 premiers de chaque série se qualifient pour les Jeux olympiques de 2024 (OQ).
| Rank | Heat | Nation         | Athletes                                                                    | Time    | Notes  |
| ---- | ---- | -------------- | --------------------------------------------------------------------------- | ------- | ------ |
| 1    | 1    | Bahamas        | Steven Gardiner, Shania Adderley, Alonzo Russell, Shaunae Miller-Uibo       | 3:12.81 | OQ, NR |
| 2    | 3    | Royaume-Uni    | Brodie Young, Laviai Nielsen, Charles Dobson, Nicole Yeargin                | 3:12.99 | OQ, SB |
| 3    | 2    | Allemagne      | Manuel Sanders, Alica Schmidt, Emil Agyekum, Johanna Martin                 | 3:13.85 | OQ, SB |
| 4    | 2    | Suisse         | Ricky Petrucciani, Annina Fahr, Lionel Spitz, Giulia Senn                   | 3:14.12 | OQ, NR |
| 5    | 1    | Jamaïque       | Zandrion Barnes, Leah Anderson, Rusheen McDonald, Janieve Russell           | 3:14.49 | OQ, SB |
| 6    | 3    | Ukraine        | Oleksandr Pohorilko, Tetyana Melnyk, Danylo Danylenko, Anna Ryzhykova       | 3:14.49 | OQ, SB |
| 7    | 2    | Canada         | Michael Roth, Lauren Gale, Callum Robinson, Madeline Price                  | 3:14.66 | PB     |
| 8    | 3    | Espagne        | David García, Bianca Hervas, Julio Arenas, Berta Segura                     | 3:15.11 | SB     |
| 9    | 1    | Afrique du Sud | Mhti Mthimkulu, Shirley Nekhubui, Lythe Pillay, Zenéy Geldenhuys            | 3:15.96 |        |
| 10   | 1    | Japon          | Kentaro Sato, Fuka Idoabigail, Nanako Matsumoto, Kenki Imaizumi, Yuna Iwata | 3:16.02 | SB     |
| 11   | 3    | Botswana       | Anthony Pesela, Obakeng Kamberuka, Boitumelo Masilo, Lydia Jele             | 3:16.39 |        |
| 12   | 2    | Italie         | Lapo Bianciardi, Anna Polinari, Riccardo Meli, Alice Mangione               | 3:16.47 | SB     |
| 13   | 3    | Portugal       | João Coelho, Cátia Azevedo, Omar Elkhatib, Fatoumata Diallo,                | 3:17.03 | SB     |
| 14   | 1    | Guyana         | Daniel Williams, Tianna Springer, Malachi Austin, Aliyah Abrams             | 3:17.65 |        |
| 15   | 1    | Bahreïn        | Abbas Yusuf Ali, Kemi Adekoya, Abbas Abubakar Abbas Salwa Eid Naser         | 3:18.21 | SB     |
| 16   | 2    | Kenya          | Kevin Kipkorir, Mercy Chebet, Brian Onyari Tinega, Maureen Nyatichi Thomas  | 3:18.76 |        |
| 17   | 1    | Hongrie        | Patrik Simon Enyingi, Sára Mátó, Attila Molnár, Janka Molnár                | 3:18.78 |        |
| 18   | 3    | Mexique        | Luis Avilés Ferreiro, Mariana Gancedo Ontaneda, Alejandro Diaz, Paola Morán | 3:19.81 |        |
| 19   | 3    | Colombie       | Nicolas Salinas Sefair, Lina Licona, Jhon Perlaza, Jennifer Gonzalez        | 3:21.29 |        |
|      | 1    | Brésil         |                                                                             | DNS     |        |
|      | 2    | Tchéquie       |                                                                             | DNS     |        |
|      | 2    | Inde           |                                                                             | DNS     |        |

### Finale
| Rang               | Couloir | Pays                   | Athlète                                                              | Temps   | Notes |
| ------------------ | ------- | ---------------------- | -------------------------------------------------------------------- | ------- | ----- |
| Médaille d'or      | 4       | États-Unis             | Matthew Boling, Lynna Irby-Jackson, Willington Wright, Kendall Ellis | 3:10,73 | CR    |
| Médaille d'argent  | 6       | Pays-Bas               | Isayah Boers, Lieke Klaver, Isaya Klein Ikkink, Femke Bol            | 3:11.45 | SB    |
| Médaille de bronze | 7       | Irlande                | Cillin Greene, Rhasidat Adeleke, Thomas Barr, Sharlene Mawdsley      | 3:11.53 | NR    |
| 4                  | 8       | Nigeria                | Samuel Ogazi, Ella Onojuvwevwo, Chidi Okezie, Esther Elo Joseph      | 3:12.87 | AR    |
| 5                  | 1       | République dominicaine | Erik Joel Sánchez, Anabel Medina, Yeral Nuñez, Marileidy Paulino     | 3:16.88 |       |
| 6                  | 2       | France                 | Yann Spillmann, Amandine Brossier, Loïc Prevot, Louise Maraval       | 3:17.38 |       |
|                    | 3       | Belgique               | Florent Mabille, Imke Vervaet, Christian Iguacel, Camille Laus       | DQ      |       |
|                    | 5       | Pologne                |                                                                      | DNS     |       |

## Légende
Records et Performances
- AR : Record continental (area record)
- CR : Record des championnats (championship record)
- MR : Record du meeting (meet record)
- NR : Record national (national record)
- OR : Record olympique (olympic record)
- PR : Record paralympique (paralympic record)
- PB : Record personnel (personal best)
- SB : Meilleure performance personnelle de la saison (season's best)
- WL : Meilleure performance mondiale de l'année (world leader)
- WJR : Record du monde junior (world junior record)
- WR : Record du monde (world record)

Circonstances et Conditions
- DNF : N'a pas terminé (did not finish)
- DNS : N'a pas pris le départ (did not start)
- DQ : Disqualification (disqualification)
- NM : Aucun essai valable enregistré (No Mark)
- Q : Qualifié « directement » au prochain tour (ou à la prochaine compétition), lors d'une compétition majeure, grâce au classement ou à la réalisation des minima (automatic qualifier)
- q : Qualifié au prochain tour (ou à la prochaine compétition), lors d'une compétition majeure, grâce au repêchage ou à la réalisation de l'une des meilleures performances parmi celles des « non qualifiés directement » (grâce au meilleur temps ou à la meilleure distance par exemple) (secondary qualifier)